# Jaroslav Jičínský
Jaroslav Jičínský (Ostrava, 1870. április 9. – Prága, 1959. május 2.) bányamérnök, később příbrami főiskolai tanár, egyetemi díszdoktor, a mecseki szénbányászat modernizálója, az Utópia Kollégium alapítója.

## Életrajza
Bányamérnöki oklevelét 1892-ben szerezte. Ezután üzemvezető lett a Troice bányában, majd 1901-ben a Rossitzi Bányatársaság igazgatója lett. Igazgatósága idején modernizálta a kerület bányáit, erőműveket létesített a gyengébb minőségű szén feldolgozására.
A Dunagőzhajózási Társaság a pécsi bányák korszerűsítési programjának előkészítésével bízta meg, majd a következő évben a terv végrehajtását is rábízták.
1930-ban vonult nyugdíjba.